# 今村雄太
今村 雄太（いまむら ゆうた、1984年10月31日 - ） は、ジャパンラグビーリーグワン宗像サニックスブルースに所属するラグビー選手。　

## プロフィール
- 三重県四日市市出身。
- ポジションはセンター(CTB)
- 身長 178 cm、体重 93 kg
- 日本代表キャップは39。（2015年7月現在）
- オールブラックスのWTBジョナ・ロムーにちなんで「イマムー」と呼ばれる。

## 経歴
- 中学時代は野球部に所属。ポジションはキャッチャー。
- 四日市農芸高校でラグビーを始める。3年連続で全国大会に出場。2002年11月には、ジャパンラグビーエリートアカデミーの1期生に選出される。当時のポジションは、ウィング(WTB)であった。
- 早稲田大学進学後、清宮克幸監督によりアウトサイドセンター(CTB)にコンバートされる。
- 2004年2月、7人制日本代表に選出される。
- 不動の13番として、2004年度・2005年度の 全国大学選手権連覇に大きく貢献した。05年アラビアンガルフ戦で初キャップを獲得。
- パワフルな走りと鮮やかなステップで、学生ラグビー界では随一のCTBと呼ばれるほど学生離れした選手だった。その日本人離れした走りを清宮克幸は「あいつは馬だ」と評した。
- 2006年2月、日本代表に選出される。
- 2007年4月に神戸製鋼に入社、同年より、神戸製鋼コベルコスティーラーズ(現・コベルコ神戸スティーラーズ)で活躍し、同年の2007年W杯日本代表に選出された。
- 2010年、アジア大会の7人制日本代表に選ばれ、金メダル獲得に貢献した。
- 2011年、2011年W杯日本代表に選出された。なおワールドカップでは1試合に出場した。
- 2018年9月にはトップリーグリーグ戦100試合出場達成[1]。
- 2019年、宗像サニックスブルースに加入[2]。